# Meias de Seda
Meias de Seda  (Silk Stockings) é um filme estadunidense de 1957, do gênero comédia musical, produzido pela MGM e dirigido por Rouben Mamoulian, em seu último trabalho no cinema. É um remake de Ninotchka, com Greta Garbo, que por sua vez inspirara a peça de Abe Burrows, adaptada para o cinema por Leonard Gershe e Leonard Spigelgass.

## Sinopse
O produtor cinematográfico Steve Canfield quer que o compositor e pianista russo Peter Illyich Boroff escreva canções para o seu próximo filme, uma versão de Guerra e Paz, a ser filmado em Paris. Boroff resiste pois acaba de saber que chegarão três comissários soviéticos com a missão de levá-lo de volta a Moscou. Canfield então passa a corromper o recém-chegado trio de comissários, Brankov, Bibinski e Ivanov, oferecendo-lhes toda sorte de luxo e divertimentos da vida parisiense. Os três adiam a volta de Boroff, o que desagrada seu superior, que então resolve enviar outro comissário para saber o que está acontecendo. Ele encarrega para essa missão a fervorosa comunista Ninotchka Yoschenko, que vai até Paris.
Quando Ninotchka chega à capital francesa, Canfield logo tenta iniciar um romance com ela. Enquanto isso, a atriz principal do seu filme, Peggy Dayton (uma paródia de Esther Williams), convence Boroff a colaborar com o filme.

## Elenco principal
- Fred Astaire.... Steve Canfield
- Cyd Charisse.... Ninotchka Yoschenko
- Janis Paige.... Peggy Dayton
- Peter Lorre....Brankov
- Jules Munshin.... Bibinski
- Wim Sonneveld....Peter Illyich Boroff
- Joseph Buloff.... Ivanov

## Indicações
- O filme foi indicado ao Globo de Ouro e venceu como melhor filme e melhor atriz (Cyd Charisse) na categoria comédia/musical.